# 大聖彼得魯鄉
46°03′N 20°40′E / 46.050°N 20.667°E
大聖彼得魯鄉（羅馬尼亞語：Comuna Sânpetru Mare, Timiș），是羅馬尼亞的鄉份，位於該國西部，由蒂米什縣負責管轄，面積109平方公里，海拔高度88米，2002年人口3,337，人口密度每平方公里31人。